# BMC Procity
Der BMC Procity ist ein Niederflur-Stadtbus, der seit 2008 von BMC Sanayi ve Ticaret A.Ş. im türkischen Werk Izmir produziert wird.

## 1. Generation (2008–2016)
Die erste Generation des Procity stellte BMC 2008 unter dem Namen BMC Belde 260-SLF vor. Der Procity war wahlweise mit einem Diesel- oder einem Erdgasantrieb (CNG) lieferbar. Der Solobus hat drei, der Gelenkbus vier Türen.

## 2. Generation (seit 2016)
Die zweite Generation mit dem Namen Procity (Procity EU für den europäischen Markt und Procity TR für den türkischen Markt) wurde 2016 auf der Transist Messe in Istanbul vorgestellt und der Verkauf begann im darauffolgenden Jahr.

## Technische Daten
Die Fahrzeuge der zweiten Serie haben Sechszylindermotoren des US-Herstellers Cummins, welche die EEV- und Euro-VI-Normen erfüllen. Die 12-Meter-Dieselversion ist mit einem ISB6.7, die CNG-Versionen mit einem ISL8.9 und die 18-Meter-Dieselversion mit einem ISL9 ausgestattet.
Das Getriebe wird von ZF Friedrichshafen hergestellt und kann wie folgt gewählt werden: ZF 6AP 1200B Ecolife (12-Meter-Diesel), ZF 6AP 1400B Ecolife (CNG-Versionen) und ZF 6AP 1700B Ecolife (18-Meter-Diesel).

## Betreiber
Der Procity ist vor allem in der Türkei weit verbreitet. Der größte Abnehmer ist die İstanbul Elektrik Tramvay ve Tünel, die 279 Busse der ersten Serie und mehr als 375 Busse der zweiten Serie besitzt. Weitere Fahrzeuge fahren unter anderem für ESHOT in Izmir.
Bei BakuBus in Baku, der Hauptstadt von Aserbaidschan, sind 20 Procity-Gelenkbusse, sowie etwa 380 Procity 12 CNG im Einsatz.
Rund 120 Procity 12 CNG der zweiten Serie haben die bulgarischen Betreiber Stoličen Avtotransport und MTK Group in Sofia.

## Galerie

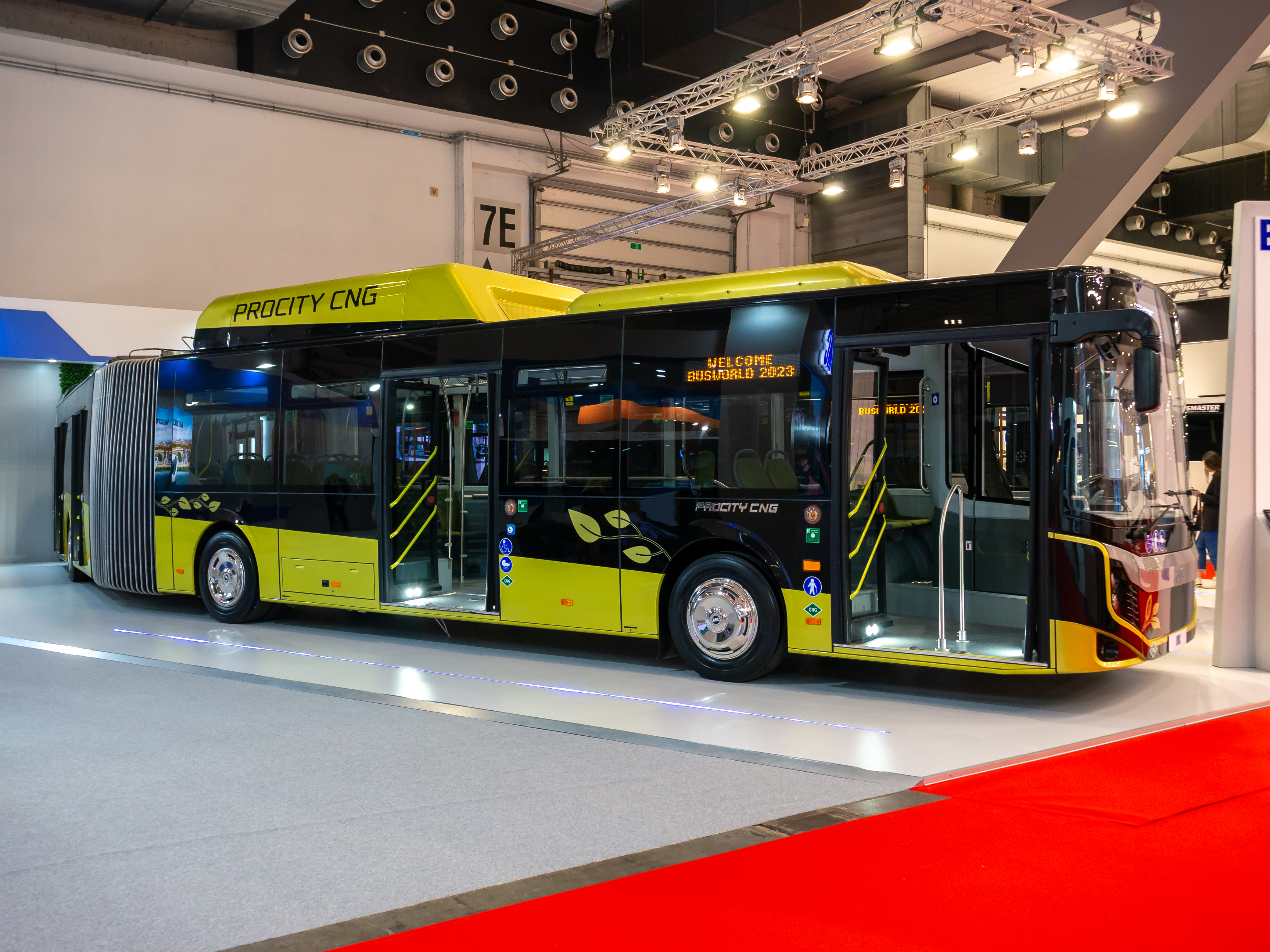
BMC Procity 18 CNG
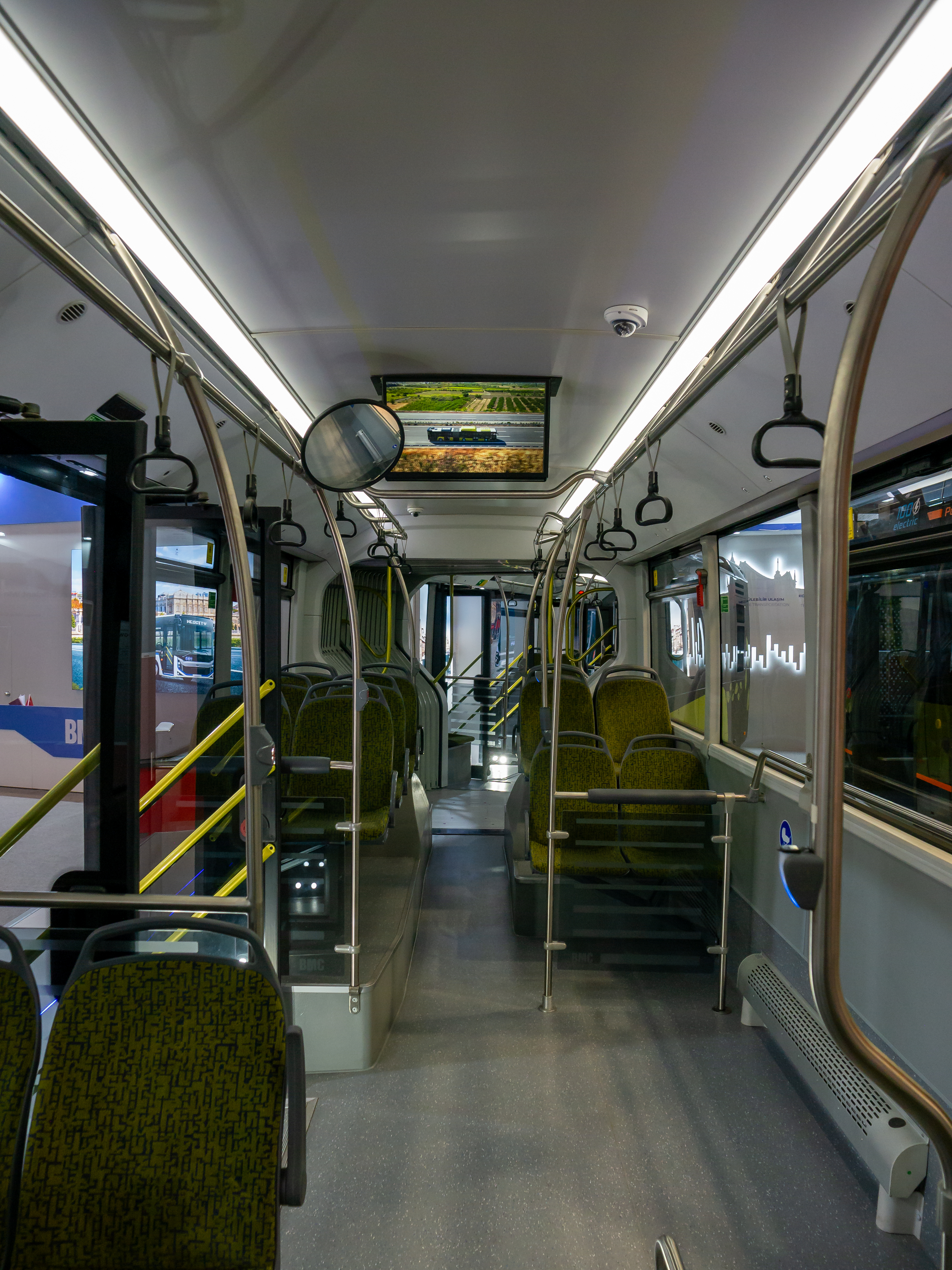
Innenraum BMC Procity 18 CNG
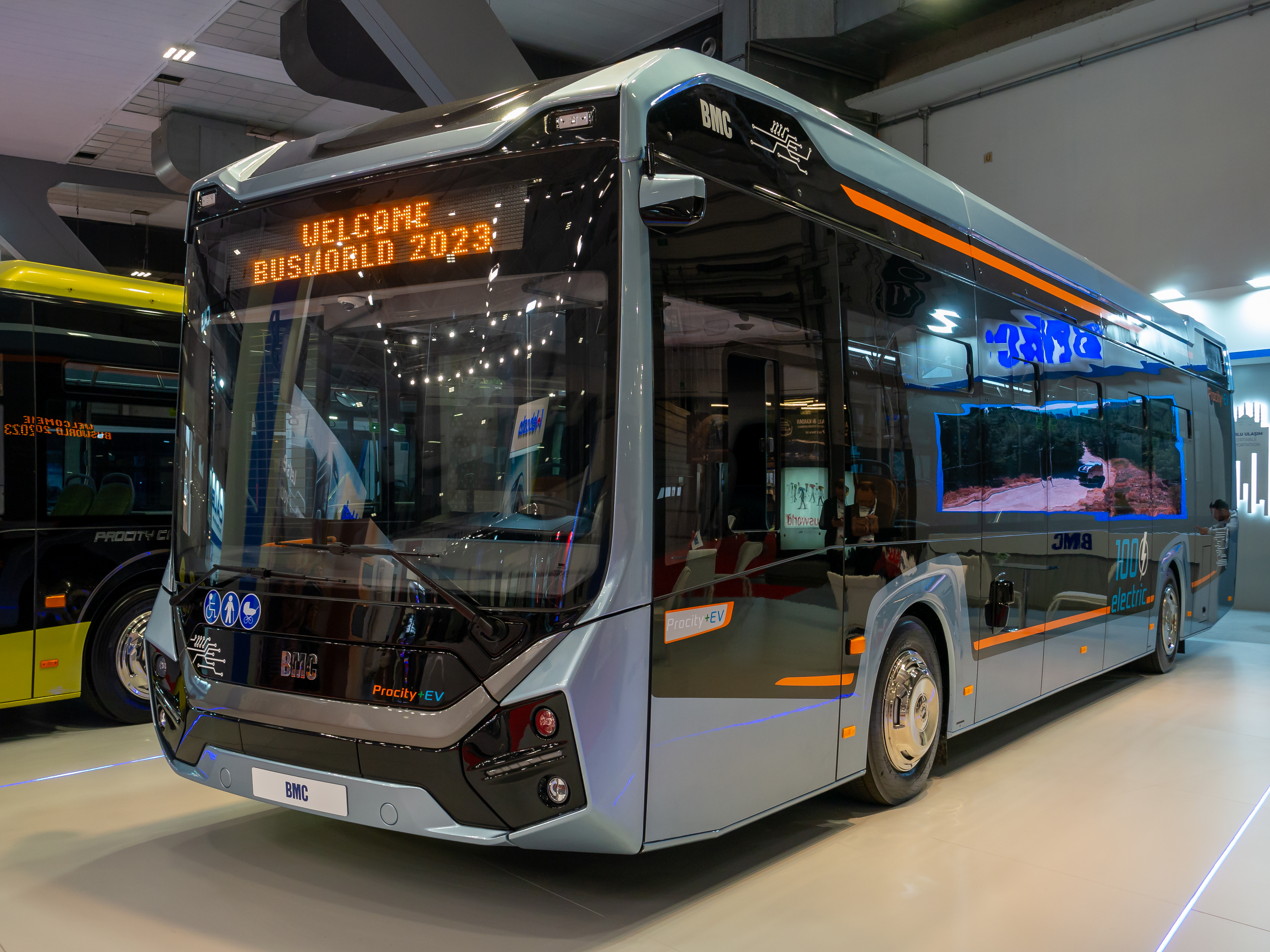